# René Guillot
René Guillot (Courcoury, 24 de enero de 1900 – París, 26 de marzo de 1969) fue un escritor francés, autor de libros infantiles.

## Biografía
Nació en el pueblecito de Couroury, en el seno de una familia campesina pobre. Aunque estudió matemáticas en la Universidad de Burdeos, su gran pasión fue el periodismo y gracias a esta profesión obtuvo trabajo en Senegal, donde fue con su esposa y tendría su hijo Jean Marie. 
Allí entró en contacto con la naturaleza africana, con la jungla, que fueron de inspiración para los libros que luego publicaría para niños. Entre sus libros incluyen Kpo, la pantera, The King of Cats,Sirga: Queen of the African Bush, y Oworo. 

## Premios
- Prix du Roman d'Aventures, con Les Équipages de Peter Hill (1946)
- Premio Hans Christian Andersen de Literatura en el año 1964.

## Adaptaciones cinematográficas
- Sirga la leona en el cine L'Enfant lion(1993)
- Le Maître des éléphants, con el mismo título (1995).

## Obras
- Contes d'Afrique, Gorea, Impreso por Gouvernement général, 1933.
- Contes de la Brousse fauve, Arthaud, 1945.
- Chasse de brousse, savanes et sortilèges, Librairie des Champs-Elysées, 1948.
- Sama, prince des éléphants (Prix Jeunesse 1950).
- Sirga la lionne, ilustraciones de J. de La Fontinelle, Magnard, 1951.
- Bêtes sauvages, mes amies, ilustraciones de J. de La Fontinelle, Magnard, 1952.
- Les Cavaliers du vent, Magnard, 1953.
- Plein nord, Editions Magnard, 1953.
- La Petite Infante, Delagrave, 1953
- Kpo la Panthère, ilustraciones de Paul Durand, Magnard, 1955.
- Les Eléphants de Sargabal, ilustraciones de Paul Durand, Delagrave, 1956.
- Le Clan des Bêtes Sauvages, ilustraciones de Pierre Probst, Hachette, 1956
- Bleu de cobalt, Librairie des Champs-Elysées, 1957.
- Grichka et son ours, Hachette, 1958.
- Crin-Blanc, Hachette, 1959.
- Le Maître des éléphants, ilustraciones de Maurice Raffray, Magnard, 1960.
- La Planète ignorée, Bibliothèque verte, 1963.
- L'Étranger du port, Hachette, coll. Bibliothèque verte, 1965.
- Le Champion d'Olympie, Hachette, 1965, coll. Bibliothèque Verte
- Fodé Koro et les hommes-panthères, illustrations de Michel Jouin, Hachette, 1966.
- La Nuit des contrebandiers, 1968.
- Grichka et les loups, Hachette, 1968.
- Un petit chien chez les lutins, Hachette 1969.